# Relations entre l'Iran et la Jordanie

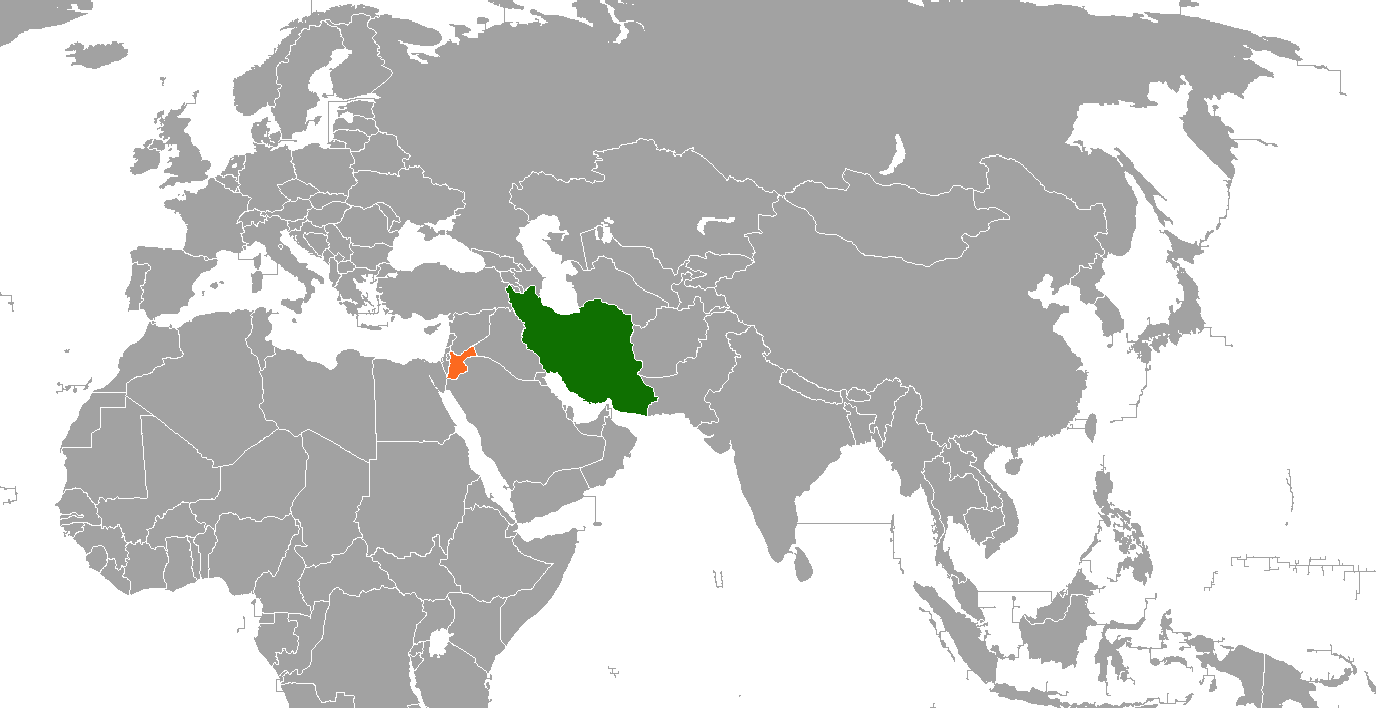
Localisation des deux pays

Les relations entre l'Iran et la Jordanie sont longues mais compliquées, elles ont parfois été tendues et instables. L'Iran possède une ambassade à Amman, et la Jordanie en possède une à Téhéran.

## Relations historiques

### Antiquité
Pendant la majeure partie de l'histoire jordanienne, le pays tombe sous diverses règles perses, allant de l'empire achéménide à l'empire sassanide. Pour cette raison, de nombreux héritages et influences culturels persans peuvent être trouvés en Jordanie[réf. nécessaire]. Les deux pays sont plus tard dominés par l'islam, la Jordanie devient sunnite, tandis que l'Iran s'aligne sur les chiites.

### Dynastie Pahlavi
Les relations irano-jordaniennes sous la dynastie Pahlavi en Iran sont cordiales, pro-occidentales et hostiles au communisme. Dans les années 1950, le roi Hussein de Jordanie inaugure l'ambassade de Jordanie à Téhéran. Cependant, les relations se tendent parfois, car l'Iran sous les Pahlavi possède des relations officielles avec Israël, ce qui provoque des différences de position sur la question palestinienne. Néanmoins, les deux pays conservent une relation sûre et saine. Le roi Hussein effectue un certain nombre de visites en Iran sous la dynastie Pahlavi.

### République islamique d'Iran
Le déclenchement de la révolution iranienne et l'établissement ultérieur d'un régime islamique en Iran changent radicalement la relation du positif au négatif. La Jordanie, ainsi que la plupart des États arabes du golfe Persique, soutiennent immédiatement Saddam Hussein lors de la guerre Iran-Irak des années 1980. En raison du soutien de la Jordanie à l'Irak, même pendant la guerre du Golfe, il a faut une décennie avant que l'Iran et la Jordanie puissent renormaliser leurs relations.
Les 2 et 3 septembre 2003, le roi Abdallah II de Jordanie se rend à Téhéran, faisant de lui le premier roi jordanien à visiter Téhéran depuis le lancement de la révolution islamique en Iran en 1979.
Néanmoins, les relations entre les deux pays restent tendues, l'Iran considérant l'alliance de la Jordanie avec l'Occident comme une menace. Il y a peu de coopération économique entre les deux pays. En 2018, la Jordanie exclut les liens économiques, estimant que l'Iran n'est pas membre de l'Organisation mondiale du commerce.

#### Guerre civile syrienne
Les relations de la Jordanie avec l'Iran deviennent encore plus compliquées lorsque la Jordanie se prononce officieusement contre le gouvernement de Bachar el-Assad en Syrie (un allié de l'Iran), considérant la présence iranienne à long terme en Syrie comme une menace pour sa sécurité,,. La Jordanie travaillerait également avec l'Arabie saoudite, la Russie et Israël pour tenter de freiner l'implication iranienne en Syrie.
Le 19 juillet 2021, le président américain Joe Biden rencontre le roi jordanien Abdallah II et discute, entre autres, de l'avenir de la crise syrienne. Lors de cette réunion, le roi Abdallah suggère à Biden de coopérer avec la Russie et le gouvernement syrien pour aider à stabiliser la Syrie et à restaurer la souveraineté et l'unité syriennes.

#### Irak
Pendant le règne de Saddam Hussein, la Jordanie maintient un "statut spécial" avec l'Irak car elle dépend du pétrole irakien. L'Irak compte également sur la Jordanie pendant cette période pour l'utilisation de ses ports, car l'ONU impose des sanctions à l'Irak pour l'invasion du Koweït.
Ce soutien à l'Irak entraîne une rupture complète des liens entre la Jordanie et l'Iran le 31 janvier 1981, et depuis lors, les relations restent assez hostiles.

#### Les relations de la Jordanie avec Israël et l'Arabie saoudite
Une autre raison principale des tensions entre la Jordanie et l'Iran est la relation de la Jordanie avec l'Arabie saoudite et Israël.
Pendant de nombreuses années, la Jordanie dépend fortement de l'aide économique saoudienne. La Jordanie partage également une structure politique similaire avec l'Arabie saoudite, les deux sont des monarchies arabes et étroitement liées à l'Occident. L'influence iranienne croissante rapproche la Jordanie et l'Arabie saoudite, toutes deux dénonçant l'Iran ensemble malgré la montée en puissance du prince héritier Mohammed ben Salmane.
La Jordanie partage également un lien étroit avec Israël, puisque les hachémites possèdent des relations officieuses avec Israël tout au long de la guerre froide jusqu'en 1994, date à laquelle les deux pays établissent des relations.
Le gouvernement iranien, musulman depuis 1979, appelle à l'élimination d'Israël et des monarchies arabes pro-occidentales, suscitant des réactions anti-iraniennes en Jordanie et en Israël.

#### Crise qatarie
L'Iran et la Jordanie appellent tous deux à résoudre la crise du Qatar par voie diplomatique dans l'espoir de limiter les tensions. La Jordanie, tout en maintenant sa présence diplomatique dans le pays, possède des liens limités avec le Qatar, car la Jordanie dépend économiquement du Golfe, en particulier après les manifestations jordaniennes de 2018. De l'autre côté, la Jordanie craint que l'escalade des tensions entre le Qatar et ses voisins du Golfe, l'Arabie saoudite, Bahreïn et les Émirats arabes unis, ne donne l'avantage à l'Iran.

#### Accord de coopération Irak-Jordanie-Egypte
Le 27 juin 2021, lors d'un sommet trilatéral à Bagdad, le roi de Jordanie annonce un accord avec l'Égypte et l'Irak pour accroître la coopération et le commerce, y compris le transport de pétrole d'Irak via la Jordanie (et l'Égypte). À la suite de cet accord, les médias d'État jordaniens commencent à promouvoir la coopération irano-jordanienne et à suggérer que cet accord renforcerait les liens jordaniens avec l'Iran. Il est suggéré que l'Iran pourrait construire un aéroport à Al-Karak et commencer à fournir du pétrole à la Jordanie via l'Irak pour répondre aux besoins économiques de la Jordanie. Certains hommes politiques jordaniens tels que Zaid Nabulsi, membre du conseil consultatif du roi, et Mouafaq Mahadeen, journaliste proche de la famille régnante, commencent également à promouvoir l'idée du tourisme religieux iranien au sanctuaire de Jaafar ibn Abi Talib, dans la ville d'Al-Kerak. Le roi jordanien Abdallah II visite le site du sanctuaire en juillet 2021 pour tenter de le promouvoir,.

## Réseaux de renseignement iraniens en Jordanie
La menace des réseaux de renseignement iraniens en Jordanie augmente depuis la création du gouvernement islamique en Iran. En 2004, le roi de Jordanie Abdallah II accuse Ahmed Chalabi, un Irakien, d'être un agent iranien pour avoir fourni à l'Iran des munitions, des armes et des explosions pour attaquer la Jordanie.
En 2018, un haut commandant militaire des Forces armées de la République islamique d'Iran, le général de brigade Ahmad Reza Pourdastan, révèle que l'Iran dispose de suffisamment de données de renseignement sur les mouvements militaires, les bases et la force d'un certain nombre de pays arabes au Moyen-Orient, y compris la Jordanie, et menace d'attaquer en cas de provocation.